# Ислахана у Нишу
Ислахана (јавна радионица), Мидхад-пашина школа у Нишу, била је васпитни дом и занатска школа која је примала на школовање муслиманску и хришћанску децу како би стекли основно образовање и научили неки занат. Ради се о једној несвакидашњој и за оно време веома модерној институцији у Турској држави, коју је након доласка јануара 1861. године на чело града Ниша,  основао Мидхат паша, који је 1876. године, за време владавине султана Мурата IV био и велики везир (председник владе) Османлијске царевине.
Школа са интернатом у Нишу један је од примера Мидхад-пашиних реформи и његових настојања да „европеизира“ Турску, и себе прикаже као великог реформатора.

## Предуслови за настанак Ислахане
Писменост за време турске владавине код Срба била је врло ограничена, и то на мали број и проценат становништва одређених друштвених група (властела, свештенство). Самим тим образовање је било оскудно и незнатно, односно и оно, као појам, сводило се искључиво на писменост. Такође, црква је била стециште свих оних који су тежили писмености, и заједно са манастирима прва и једина школа у којој се учило читање и писање.
Током Првог српског устанка, осим цркве, потребу за неком врстом образовања почиње да има и државна управа, односно власт која оформљује прве и основне институције друштва. То је приморало Османлијску власт да све више у Нишком пашалуку уважава права Срба на њихово образовање.
Према подаци из архивских докумената познато је, да су у 19. веку у поробљеној Србији деца учила по џамијама код турских хоџа. Међутим, с обзиром да је Ниш, у то време био седиште санџака, у којем су, поред неколико хиљада војника и официра, радили и бројни чиновници - од образовних суатанова постојале су модерна средња школа „Руждија“ (нижа гимназија) и библиотека, па је, сасвим логично, морало бити и више основних школа од којих су се многе налазиле унутар ѕидина ниђке тврђави где се налазио центар културног и јавног османлијског друштва.
Поред развоја образовних потреба и јачања трговине у Османлијском царству, и на Балкану, на простор Нишког пашалука с почетка 19. века, деловали су и утицаји из суседних словенских покрајина, а пре свега, од турске власти ослобођена, Кнежевине Србије, својом просветом и својом политиком.
Истовремено је и централна Османлијска власт прокламовала својим законима; (Хатишерифом (1839) и Хатихумајуном (1856) ) толерантније односе, у погледу просветних иницијатива за муслиманско и хришћанско становништво. Међутим ти последњи напори Османлијске власти, нису значајније допринели да Нишки пашалук изађе из заосталости.
Иако је период, пред распад Османлијског царства, имао релативни просветни успон, гледано у тадашњим приликама, и даље је Нишки пашалук био веома заостао просветно и културно, са око 97% неписменог становништва.
Велике заслуге за убрзаније описмењавање нишлија поред владике Венедикта и владике Калиника имао је и контровезни Мидхад-паша који је шездесетих година 19. века наредио да су у Нишу оснује Ислахана (јавна радионица) у којој су примана муслиманска и хришћанска деца да стекну основно образовање и науче неки занат (терзијски, обућарски, кожарски, ћилимарски), и изгради српска основна школа на два спрата за 300 ученика, код Саборне цркве, чију је изградњу лично помогао и сам паша са 2.000 гроша.
Иако су у овим школама као предавачи доминирали српски учитељи Мидхад-паша је наредио да хришћанска деца обавезно уче турски језик. Учитељ је био Ибрахим Наџет-ефендија. Зато су грађани Ниша, у бројним написима осуђивали политику Мидхад-паше, који иако се представљао правичним управником, у суштини вршио иста насиља као и његови претходници.
Отварање школа попут Ислахане и основне школе у Нишу, утицало је на ширење писмености у Нишком пашалуку и представљало одређени прогрес, без обзира чиме је оно било мотивисано.

## Историја
Велики везир Мидхат-паша, говорећи о својој владавини у Нишу (од 1861. до 1864.године), оставио је о значају турске занатске школе–ислахане, следеће податке:
| „ | Како су се некад муслиманска и хришћанска деца потуцала (од немила до недрага), мучила се, пропадала и умирала, то су уз помоћ извесних добротвора ова незбринута деца и сирочад скупљена и смештена у посебну установу. Постављени су учитељи, који су водили бригу о њиховом васпитању, васпитању и изучавању заната. а средства за њихово издржавање осигурана су. | ” |

### Када и како је настала ислахана
Настанак Ислахане, како у свом делу „Књига о болници“, наводи професор Р. Живић „мистеријом је огрнут“. Изграђена је 1279. године по Хиџри, или у периоду од јуна 1862. године до маја 1863. године, у време Мидхат-паше, „најинтелигентнијег“ турског заповедника Нишког пашалука, а њен крај нагађа се после 1890. године, након смрти краља Милана Обреновића, када је срушена због оронулости и инфестације објекта глодарима и бројним другим заразама.
У списима Мидхат-паше о настанку Ислахане остало је записано и ово:
| „ | ... Средства потребна за издржавањ деце и школе њихово из дана у дан су се увећавала. Упоредо са порастом прихода ове установе расло је и бројно стање њихових штићеника, које је убрзо премашило од стотину чланова. Пошто је ова установа била нова у нашим крајевима, није јој се могао лако наћи прикладан назив ... Зато је овом заводу дато име Васпитни дом ... " | ” |

Пре њене изградње на земљишту где је подигнута налазило се турско гробље, које је захватало површину данашњих гимназија „Бора Станковић” и „Стеван Сремац” и Основне школе „Вожд Карађорђе”. Цео комплекс излазио се на Пиротсом сокаку (данашња Улица Вожда Карађорђа).

### Просторне и организационе карактеристике ислахане
Ислахану у Нишу, двоспратну зграду-интернат, изгадилила је Нишка општина, на свом плацу, површине 11.785 m², у источном делу града у централној улици „Шећер-мала“, данас једној од главних улица Ниша, улици „Вожда Карађорђа“ (популарно званој „Вождова“). Ова занатска школа, тј. „Двоспратни интернат" за шегрте“, имао је 31 собу и 7 спаваоница и била је практично прва јавна радионица у Нишу.
Поред Ислахане, са њене источне стране налазило се турско гробље на чијем поростору је након ослобођења Ниша од Турака изграђена Основна школа „Вожд Карађорђе“.
Ислахана је према предању саграђена и издржавана о трошку општине из средстава добијених од локалних пореза, и донација, на основу реформаторских идеја Мидхад-паше (уједно и једног од главних донатора). Због несташице новца у општинској каси, за одржавање школе често је прикупљана и материјална помоћ.
Како је писао „Видовдан“, Ислахана је је имала 1867. године 120 ученика, а према вилајетском листу „Дунав“ 1868. године четири разреда и 179 ученика.
Штићеници ове школе пре подне су ишли у школу, а поподне, под надзором мајстора, изучавали су занат (терзијски, обућарски или кожарски). У једној хроници наведен је податак да је централна Вилајетска управа послала овој школи два, а средњој (Руждији) 3 комплета (по четири књиге у једном комплету) „Историје Османског царства“ познатог турског државника и историчара Џевдета-паше.
Деца су била подељена у разреде, а након одређеног времена полагала су квалификационе испите. Добра организација ислахане већ од почетка обећавала је квалитетне будуће занатлије.
Поред  велике улогу у збрињавању деце (махом са друштвених маргина), не само из Ниша, већ и са територије читавог Нишког ејалета... школовање у Ислахани многим талентованим полазницима отворило је врата не само за самостално занатство, већ и за школовање у османској престоници и иностранству, што је био издатак какав већина породица у Нишком ејалету својим најмлађим члановима није могла да приушти.
Ислахана је више пута мењала своју намену. Прво је била „Васпитни дом“, потом „Занатски дом за школовање занатлија“, а пред ослобођење и извесно време по ослобођењу Ниша од Турака, од 1877. до 1890. године ратна а потом и део Велике војне болнице у Нишу, намењена за лечење рањених и оболелих Турака.

### Ислахана, као војна болница
Јован Богдановић у својим списима наводи да је ислахана у време рата за ослобођење југа Србије била намењена само Турцима:
| „ | "... На месту данашње мушке гимназије била је једна повећа зграда на спрату звана Ислахана, као нека грађанска болница и азил за малолетнике, али није од Срба никад искоришћавана ..." | ” |

А према подацима из 1890. године Ислахана је служила војном санитету у Нишу, о чему говори овај запис:
| „ | Ислахана, којој је задњи тракт сасвим срушен, а предњи се у врло несигурном и ровитом стању налази, служи као административна зграда. У њој су смештене: канцеларија, апотека, кујна и стан војника Моравске болничарске чете... | ” |

### И коначно крај ислахане
Ислахана је 1890. године, након смрти краља Милана Обреновића, због оронулости и инфестације објекта глодарима и бројним другим заразама, доживела тужан крај. Зграда је због лошег грађевинског стања, склона паду и „енормно напаћене гамади спаљена“.
На том месту данас се налази Прва нишка гимназија „Стеван Сремац“.

## Литратура
- Grupa autora,  Istorija Niša, knjiga I, Gradina, Niš 1986
- Dejanović, Dragoljub, Stamenković, Đorđe, Dimitrijević, Dragan, Radičević, Žarko i dr.(1983). Istorija Niša I knjiga. Niš: Gradina i Prosveta Niš.
- Đorđević, Tihomir (1896). Nešto o narodnom školovanju za vreme Turaka u Pirotskom okrugu, Učitelj, sveska I, god. XVI, pp. 36–45